# Château de la Forest (Languidic)
Le château de la Forest est un édifice situé à Languidic, en France.

## Situation
Le château est situé sur le territoire de la commune de Languidic, au lieu-dit la Forest, dans le département du Morbihan, en région Bretagne.

## Description
Le château est construit selon un plan régulier, édifice à un étage carré, élévation ordonnancée. Toiture à longs pans recouverte en ardoises, croupe, noue. Escalier dans-œuvre.

## Histoire
Le château date du XVIIe siècle, construit vers 1625, achevé vers 1692 (date portée). La chapelle et l'orangerie datent de la deuxième moitié du XIXe siècle.
Il est inscrit à l'inventaire général du patrimoine culturel.